# McPherson Range

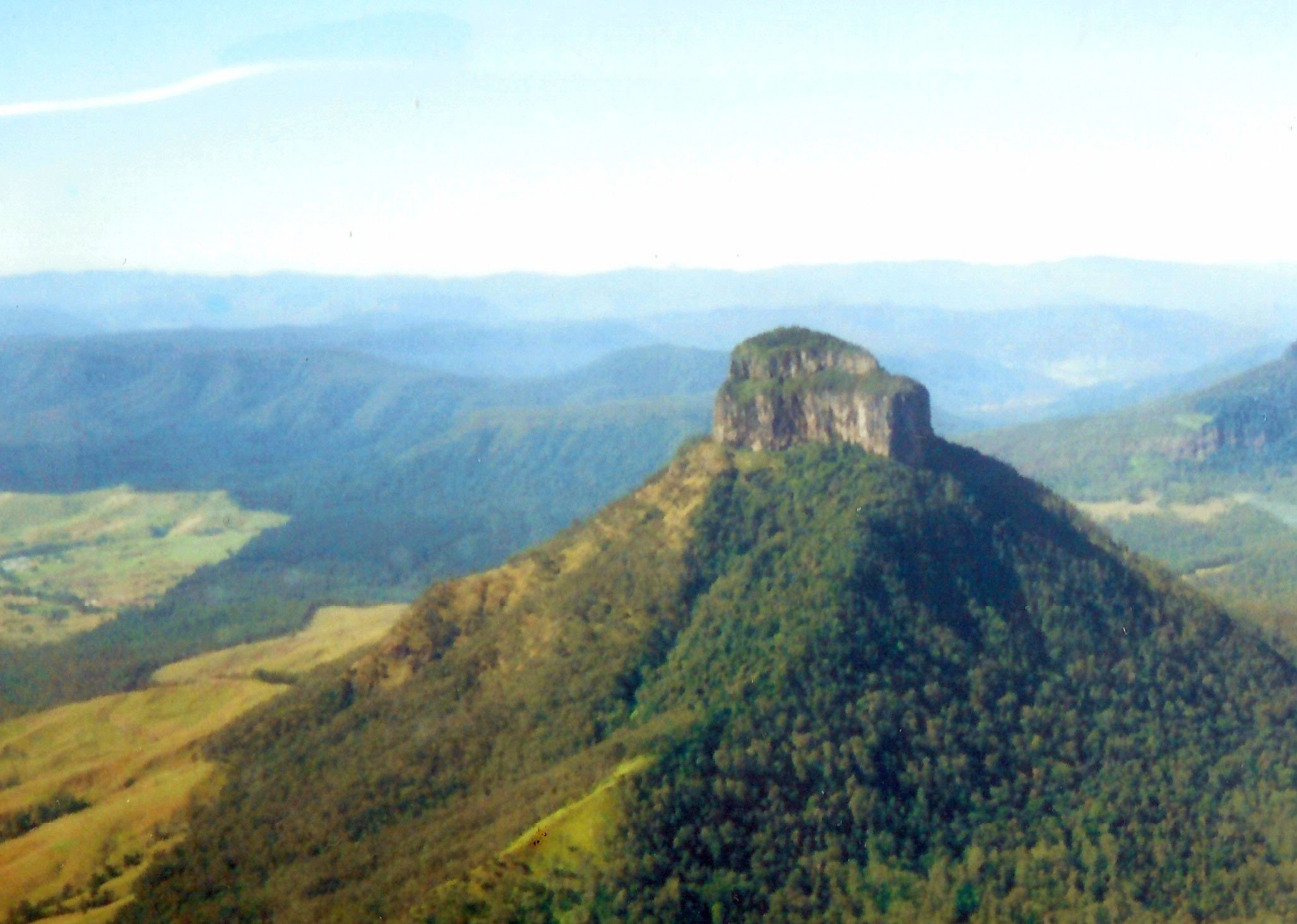
Mount Lindesay

McPherson Range – pasmo górskie w środkowej części Wielkich Gór Wododziałowych w Australii, ciągnące się prawie równoleżnikowo od miejscowości Wallangara do wybrzeża Oceanu Spokojnego. Na odcinku 225 km (od Point Danger do Wallangara) jest granicą między stanami Queensland i Nowa Południowa Walia. W pobliżu wybrzeża przechodzi w Border Ranges, na zachodzie łączy się z Main Range, a od południa graniczy z Richmond Range. Najwyższym szczytem pasma jest Mount Barney (1359 m). Inne ważniejsze szczyty to Mt Ballow (1280 m), Wilsons Peak (1230 m) i Mt Lindesay (1177 m).
Na terenie pasma znajduje się wiele parków narodowych i rezerwatów przyrody. Są to m.in. Mount Barney National Park, Lamington National Park i Border Ranges National Park. Parki ten są częścią rezerwatu Gondwana Rainforests of Australia, wpisanego na listę światowego dziedzictwa UNESCO.
Pierwszym Europejczykiem, który badał pasmo był Patrick Logan w 1827 roku. W 1828 roku, jako pierwszy, wszedł na Mount Barney.
Góry dały nazwę okręgowi wyborczemu w stanie Queensland